# Un drama nuevo
Un drama nuevo és una pel·lícula espanyola estrenada el 1946, dirigida per Juan de Orduña, qui també fou autor del guió basat en l'obra homònima de Manuel Tamayo y Baus.

## Sinopsi
William Shakespeare està preparant l'estrena d'una nova obra que tracta d'una tragèdia en que el rei és enganyat per la seva esposa. El famós còmic Yorick li demana fer el paper protagonista. Shakespeare accepta però veu que el personatge de ficció se sembla al real, ja que l'esposa de Yorick s'ha enamorat d'un altra actor de la companyia.

## Repartiment
- Roberto Font - Yorick
- Julio Peña - Edmundo
- Irasema Dilian - Alicia
- Jesús Tordesillas - William Shakespeare
- Fernando Aguirre - L'apuntador
- Gabriel Algara - Comte de Southampton
- Antonio Casas - Jorge

## Premis
Segona edició de les Medalles del Cercle d'Escriptors Cinematogràfics
| Categoria         | Nominats            | Resultat   |
| ----------------- | ------------------- | ---------- |
| Millor pel·lícula | Millor pel·lícula   | Guanyadora |
| Millor director   | Juan de Orduña      | Guanyador  |
| Millor música     | Juan Quintero Muñoz | Guanyador  |

Premis del Sindicat Nacional de l'Espectacle de 1946 (3r lloc)